# Grumman G-73
Die Grumman G-73 Mallard (deutsch Stockente) ist ein zweimotoriges Amphibienflugzeug des US-amerikanischen Herstellers Grumman.

## Geschichte
Das Muster basiert auf den kleineren Typen Goose und Widgeon und startete am 30. April 1946 zu seinem Erstflug. Der Schulterdecker verfügt über ein Bugrad-Einziehfahrwerk. Die Triebwerke sind zum Schutz vor Spritzwasser oberhalb und vor der Tragfläche angebracht. Der Bootsrumpf wurde zweistufig ausgeführt; an den Tragflächenspitzen können Zusatztanks befestigt werden. In den Jahren 1946 bis 1951 wurden insgesamt 59 Exemplare hergestellt, von denen die meisten als Geschäftsreise- und Privatflugzeuge mit entsprechender Saloneinrichtung eingesetzt wurden. Nur wenige dienten als Verkehrsflugzeug, so zum Beispiel bei Chalk’s Ocean Airways.
Eine Reihe dieser Maschinen steht bis heute im Einsatz. Im Jahr 2001 waren noch 32 Exemplare in den USA registriert. Die Sternmotoren wurden bei diesen Maschinen seit Anfang der 1970er Jahre häufig durch Pratt & Whitney-Canada-PT-6-34-Turboprop-Triebwerke mit 551 kW Leistung und modernen Hartzell-Propellern ersetzt. Die ersten Umrüstungen erfolgten durch die Firma Frakes Aviation, wobei die erste Maschine 1969 zu ihrem Erstflug startete und im Oktober 1970 ihre Zulassung erhielt. Diese Maschinen werden als Turbo Mallard oder G-73T bezeichnet. Die Bestuhlung wurde so geändert, dass 17 Passagiere Platz finden. Größter Betreiber mit vier Maschinen dieses Typs war die Chalk’s Ocean Airways, bis sie am 30. September 2007 ihre Fluglizenz verlor.

## Betreiber

### Zivile Betreiber
Vereinigte Staaten
- Antilles Airboats
- Chalk’s Ocean Airways
- Virgin Islands Seaplane Shuttle

 Australien
- Paspaley Pearling Co.

 Kanada
- Pacific Western Airlines

### Militärische Nutzer
Ägypten
- Royal Egyptian Air Force

## Zwischenfälle
- Am 3. August 1955 verschwand eine Mallard der Pacific Western Airlines (Luftfahrzeugkennzeichen CF-IOA) zwischen Kemano und  Kitimat (British Columbia). Die Suche wurde nach einem Monat eingestellt. Drei Jahre später, am 23. Juli 1958, wurde das Wrack in rund 1500 Meter Höhe in der Nähe von Kemano gefunden. Alle 5 Insassen, zwei Piloten und drei Passagiere, waren ums Leben gekommen.[2][3]

- Am 20. Dezember 2005 stürzte eine Mallard der Chalk’s Ocean Airways aufgrund unzulänglicher Wartung und mangelnder Aufsicht seitens der FAA nach dem Abbruch einer Tragfläche auf dem Weg in die Bahamas in der Nähe von Miami Beach ab (siehe auch Chalk’s-Ocean-Airways-Flug 101).

- Am 26. Januar 2017 um 17:03 Uhr Ortszeit stürzte eine Mallard mit dem Luftfahrzeugkennzeichen VH-CQA bei einer Vorführung zum australischen Nationalfeiertag (Australia Day) in Perth aus niedriger Höhe und aus steiler Kurvenlage in den Swan River. Bei dem Unfall kamen zwei Menschen ums Leben.

## Technische Daten
| Kenngröße             | Daten |
| --------------------- | --- |
| Besatzung             | 2 |
| Passagiere            | 10 |
| Länge                 | 14,70 m |
| Spannweite            | 20,30 m |
| Höhe                  | 5,72 m |
| Flügelfläche          | ? m² |
| Leermasse             | 3969 kg |
| max. Startmasse       | 6350 kg |
| Reisegeschwindigkeit  | 291 km/h |
| Höchstgeschwindigkeit | 364 km/h |
| Dienstgipfelhöhe      | 7500 m |
| Reichweite            | 2070 km |
| Triebwerke            | 2 × Sternmotoren Pratt & Whitney R-1340 mit 410 kW (557 PS), oder modernisiert mit 2 × Turboproptriebwerke Pratt & Whitney Canada PT6A-34 mit je 450 kW (612 PS) |

## Vergleichbare Typen
- Consolidated PBY Catalina
- Grumman HU-16 Albatross